# Ливия Друзилла
Ли́вия Друзи́лла, после 14 года Ю́лия Авгу́ста или Ли́вия Авгу́ста (лат. Livia Drusilla, Julia Augusta, Livia Augusta; 30 января 59 до н. э., Рим — 29, там же) — жена Октавиана Августа, мать императора Тиберия. Была обожествлена своим внуком Клавдием.

## Биография

### До Августа

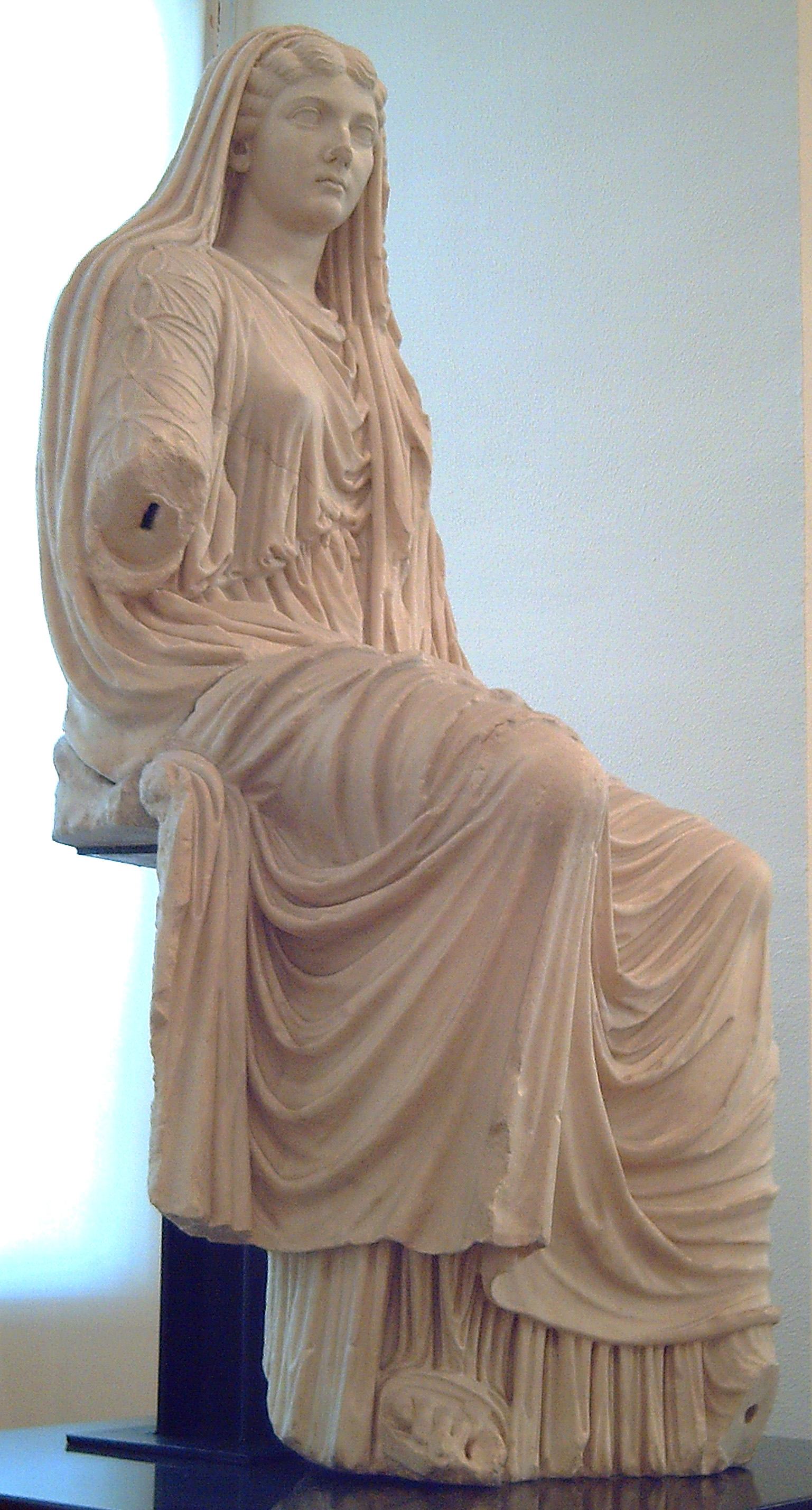
Статуя Ливии из Пестума
Национальный археологический музей (Мадрид)

Родилась 30 января 58 года до н. э. в семье Марка Ливия Друза Клавдиана, выходца из знатного плебейского рода, и его жены Альфидии, дочери Марка Ауфидия Луркона, трибуна 61 года до н. э. Скорее всего, она была второй дочерью в семье.
В 42 году до н. э. её выдали замуж за Тиберия Клавдия Нерона, которому к тому моменту исполнилось 43 года. Её отец и муж поддерживали сторону убийц Гая Юлия Цезаря — Брута и Кассия, и воевали против Октавиана во время Филиппийской войны. После трагической для республиканцев второй битвы при Филиппах её отец был вынужден покончить с собой.
Её муж продолжает выступать против Октавиана, сначала на стороне Секста Помпея, потом Марка Антония и его брата Луция Антония. В 40 году до н. э. семья вынуждена бежать из Рима, опасаясь проскрипций и преследования со стороны Октавиана. Сначала Тиберий и Ливия устремились на Сицилию, а потом вынуждены были искать спасения в Греции, причём на руках у них уже был маленький Тиберий. В 39 году до н. э. Октавиан провозгласил амнистию, и Ливия с мужем смогли вернуться в Рим. В то время Ливия была беременна вторым сыном, Друзом Старшим, который родился в самом начале 38 года до н. э. Ходили слухи, что он был сыном Октавиана, а не Тиберия Клавдия Нерона.

### В браке с Августом

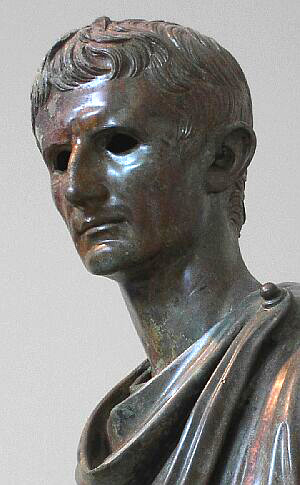
Бронзовая статуя императора Августа, Национальный археологический музей (Афины)

Легенда гласит, что Октавиан влюбился в Ливию с первого же взгляда, когда она была ему представлена в 39 году до н. э. Так или иначе, но он развёлся со своей второй женой Скрибонией в тот самый день, когда она родила ему дочь, Юлию Старшую. Тогда же Тиберий Клавдий был вынужден развестись с Ливией, которая была на шестом месяце беременности.
14 января у Ливии родился сын, а 17 января, презрев все традиционные условности, Октавиан и Ливия сыграли свадьбу. На свадьбе присутствовал и её бывший муж, как отец её детей. На момент свадьбы Ливии было 19 лет, Октавиану — 23 года.
После самоубийства Марка Антония Октавиан, взяв имя Цезарь Август, стал единоличным правителем государства. Ливия всегда принимала большое участие в делах государства и выступала советником и помощником Августа. С 35 года до н. э., когда Август дал ей право самостоятельно распоряжаться финансами и иметь своих клиентов, она ещё активнее занялась политикой, вводя в высшие государственные круги достойных по её мнению людей. Политической карьерой ей были обязаны многие, в том числе будущий император Гальба, а также дед Отона.
Поскольку в браке с Августом детей у них не было, а единственным родным ребёнком императора была Юлия Старшая, Ливия также стремилась обеспечить властью своих детей. Тиберий стал третьим мужем своей сводной сестры Юлии (в 11 году до н. э.), а за Друза выдали любимую племянницу императора Антонию Младшую. В 4 году Август признал Тиберия как своего наследника.
Добившись высших государственных постов и блестящего будущего для своих детей, Ливия старалась всеми силами обеспечить непоколебимость их позиций. Она ограждала позиции Тиберия от любого колебания. Так, начиная с 23 года до н. э. один за другим скончались или были казнены все, кто мог претендовать на престол:
- Марк Клавдий Марцелл (23 год до н. э.), племянник Августа;
- Луций Випсаний Агриппа (2 г. н. э.) и Гай Випсаний Агриппа (4 г. н. э.), дети Юлии Старшей от второго брака с Марком Випсанием Агриппой, усыновлённые Августом под именами Луций Юлий Цезарь и Гай Юлий Цезарь Випсаниан, поочерёдно признанные Августом наследниками[2];
- Марк Випсаний Агриппа Постум (14 г. н. э.) — последний сын Юлии Старшей.

Тацит прямо говорит, что эти смерти были на совести Ливии, которая расчищала таким образом место своим детям (Анналы, 1.3, 1.6). То же можно найти у Диона (53.33.4, 55.10A, 55.32; 57.3.6). Светоний не говорит о причастности Ливии к их гибели ни слова, но и он утверждает, что Август избрал своим преемником Тиберия лишь потому, что более достойных кандидатур не осталось. Дион же в своих подозрениях идёт ещё далее, и утверждает что Ливия отравила самого Августа в 14 году при помощи пропитанных ядом фиг. Однако этого не подтверждают ни Светоний, ни Тацит.
С падчерицей Юлией у Ливии изначально сложились неприязненные отношения, и со временем в доме Августа вокруг них сформировались два враждебных лагеря. С годами стареющая Ливия всё более болезненно воспринимала выходки своей падчерицы, редко считавшейся с общепринятыми нормами морали, и в высылке последней супруга цезаря сыграла не последнюю роль.
В семейной жизни брак Ливии и Августа можно считать счастливым. Она была его любимым советником, к словам её он прислушивался, а к советам относился с большим почтением. По меткому выражению российского филолога-антиковеда Елены Фёдоровой, «это было поистине редкое единение душ двух бездушных людей». Вместе с тем, тяжёлая обстановка в доме Октавиана, вызванная соперничеством вышеназванных группировок, заставляла его держаться с Ливией осторожно, по словам Светония, перед каждой беседой с супругой он составлял её конспект, чтобы не сказать лишнего. 
Со своей стороны, Ливия всеми силами старалась не ревновать мужа, закрыв, к примеру, глаза на интрижку его с Теренцией, супругой его близкого друга Мецената. Окружив себя верными рабами и надёжными клиентами, Ливия действовала всегда жёстко, но тихо и незаметно, предпринимая против своих врагов такие тайные действия, которые не могли раскрыть самые проницательные люди, за что получила позже от Калигулы прозвище «Улисса в юбке». 
Практически все своё время Ливия находилась рядом с мужем, до самых часов его смерти. Он умер 19 августа 14 года в Ноле, на руках у неё и у Тиберия. На момент смерти Октавиану было 77 лет, а Ливии 72 года. Вместе они прожили 52 года.

### Жизнь после Августа

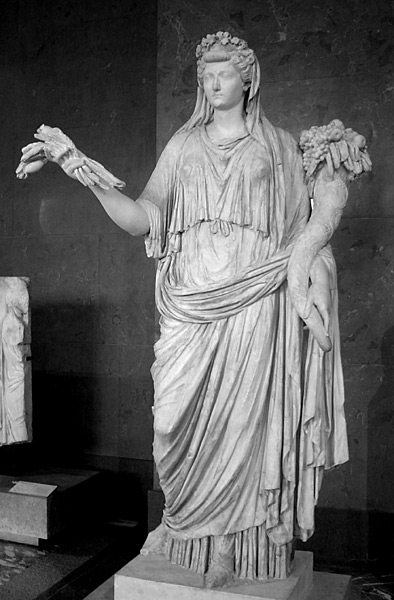
Мраморная статуя Ливии в образе Благой богини

После смерти Август был обожествлён сенатом. По его завещанию треть своего состояния он оставил Ливии, а две трети — Тиберию. Также своим завещанием он причислял Ливию к патрицианскому роду Юлиев и давал ей имя Юлия Августа, закреплявшее за ней её высокий статус.
Тиберий, теперь император, поначалу очень часто появлялся с ней в обществе. С 20 года высказывания против неё считались государственным преступлением. В 24 году она удостоилась чести сидеть на играх или в театре вместе с весталками. Однако очень скоро Тиберий охладел к матери и её неограниченной власти. Он накладывает вето на попытку сената присвоить ей титул Mater Patriae («Мать отечества»), аналогичный титулу Августа Pater Patriae («Отец отечества»). Тацит утверждает, что даже отъезд Тиберия на Капри был вызван тем, что он не мог выносить более свою мать.
За все время, что Тиберий отсутствовал в Риме, они виделись всего лишь один раз. Августа продолжала пользоваться почти неограниченной властью, вплоть до того, что заступалась перед судьями за своих доверенных лиц (Ургулания, говорившая, что дружба с Августой поставила её над законом; Планцина, подозреваемая в убийстве и оправданная по заступничеству Августы). Сосланый во время правления Августа в западное Причерноморье поэт Овидий в своих стихотворных посланиях в Рим просил свою жену заступиться за него перед Ливией, описывая последнюю следующими словами: 
Женщину, выше всех жен, на которой судьба показала
Зрячей себя и сняла ложный упрек в слепоте,
Ту, которой светлей, исключая Цезаря только,
Нет никого на земле с края до края ееОвидий Письма с Понта
В довершение всего она воздвигла в Риме статую Августа, посвящённую Юлиям, на которой своё имя написала выше имени Тиберия. В провинциях её уже при жизни почитали в качестве богини.
В 29 году, в возрасте неполных 87 лет, она умерла. Тиберий не поехал на похороны, послав распоряжаться погребальными церемониями Калигулу, который произнёс надгробную речь. Её завещание он объявил недействительным, а сенату запретил воздавать ей какие бы то ни было почести.
Лишь в 42 году Клавдий восстановил её память, воздал ей причитающиеся почести и обожествил её, присвоив ей титул «Божественная Августа». В её честь проводились игры, на которых её статую везли в колеснице, запряжённой слонами, её статуи воздвигались рядом со статуями Августа, а женщины приносили обеты в её имя.

## Галерея

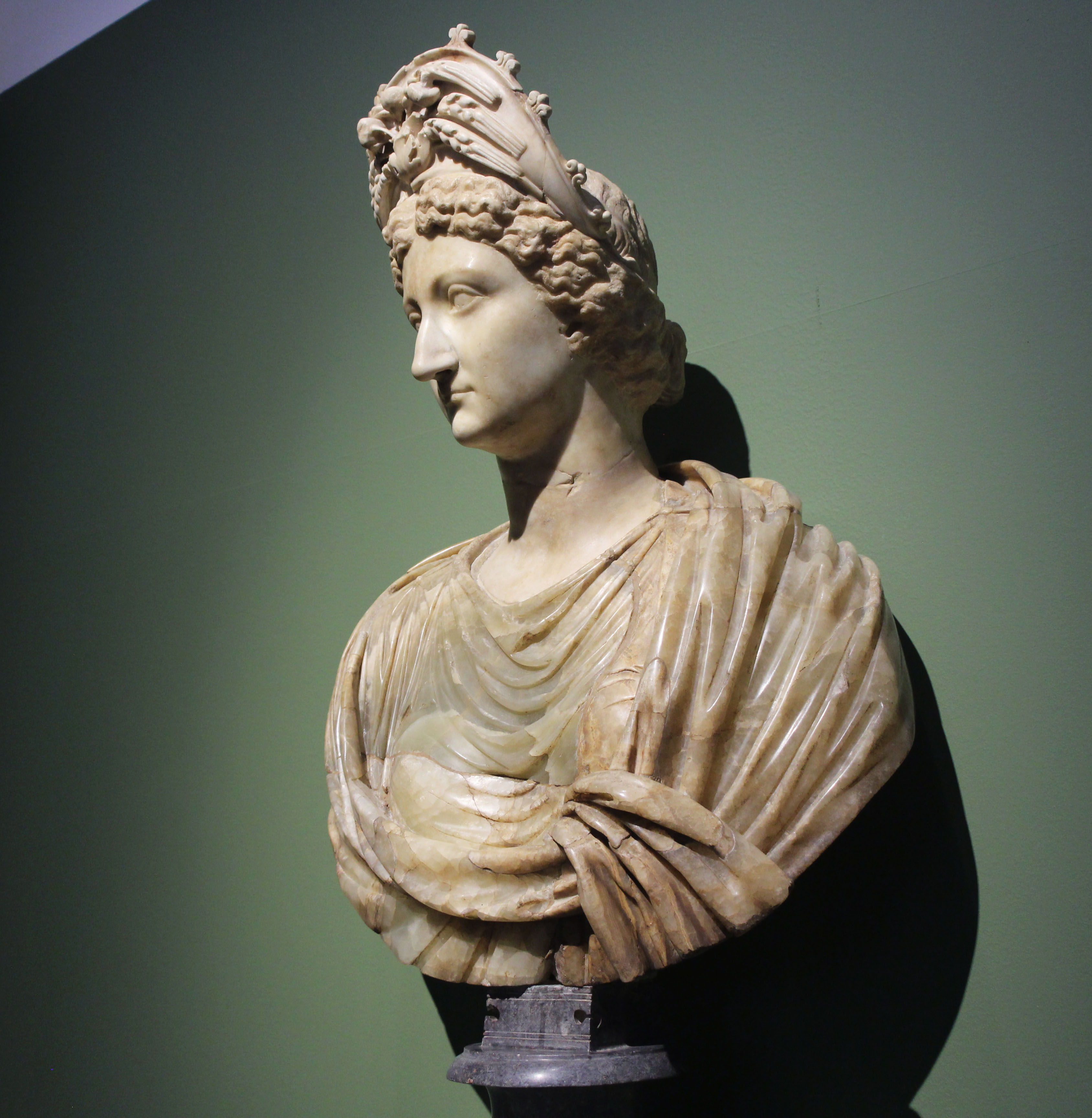
Ливия в образе богини Цереры
Бюст Ливии из музея Сен-Раймонд, Тулуза
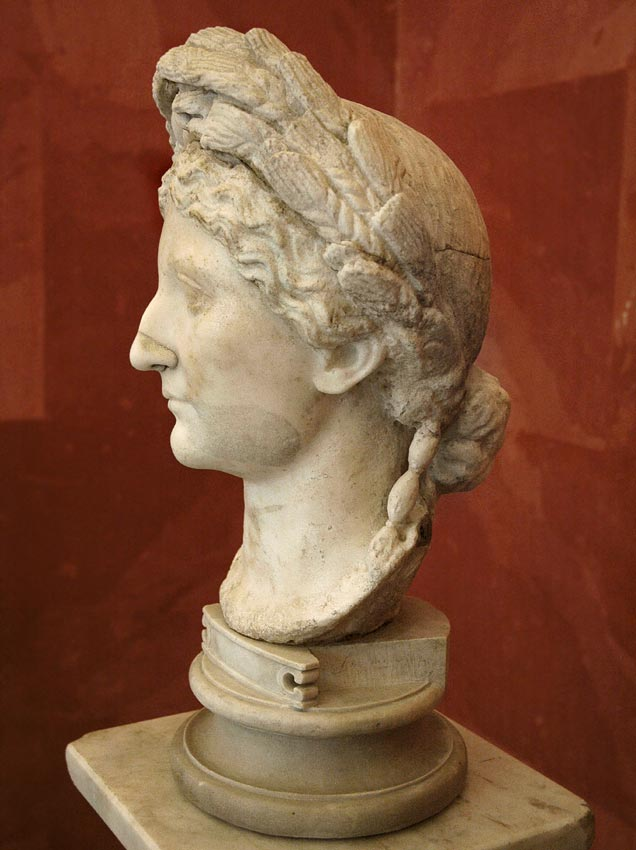
Бюст Ливии Друзиллы из Эрмитажа
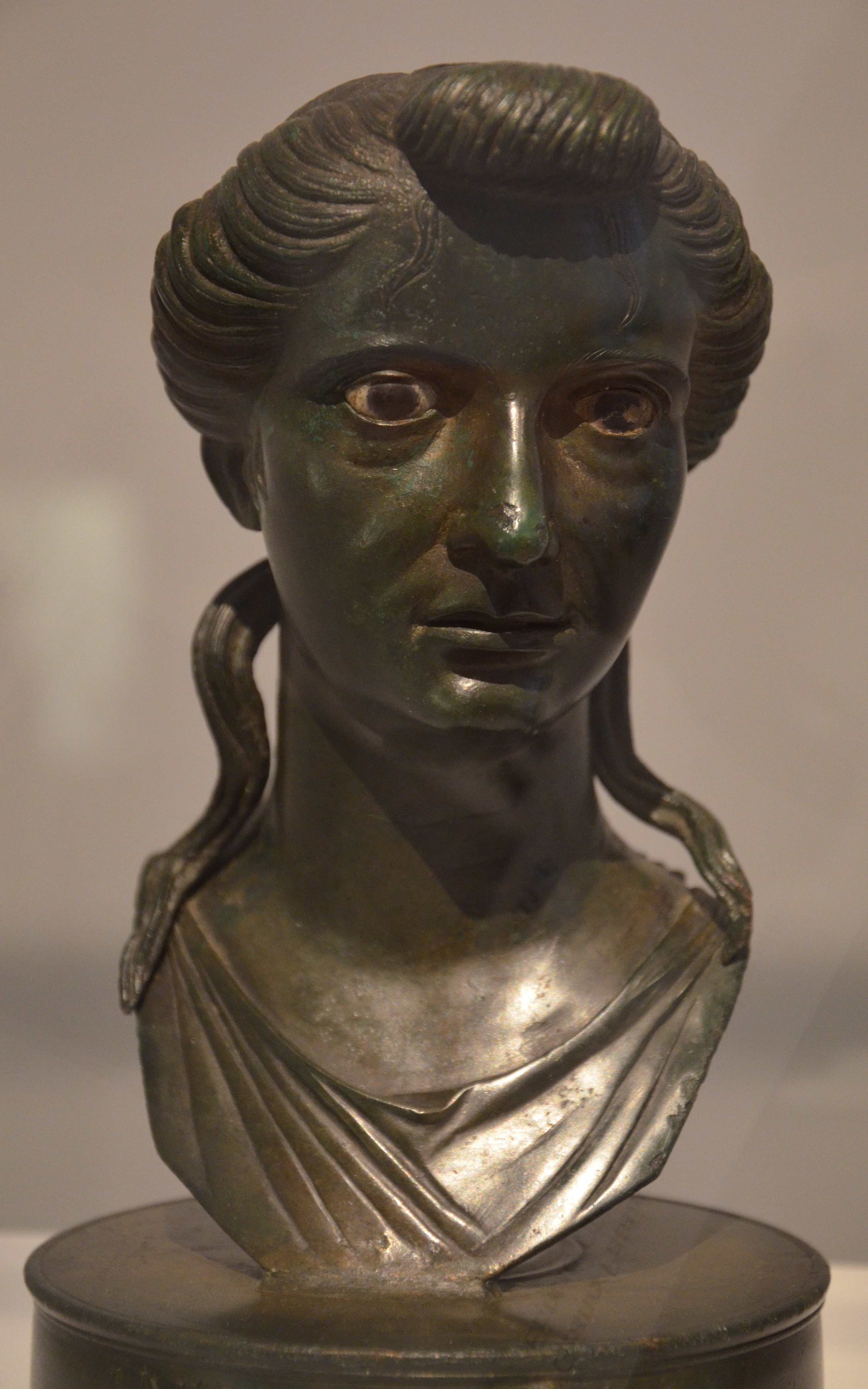
Бронзовый бюст Ливии из Лувра
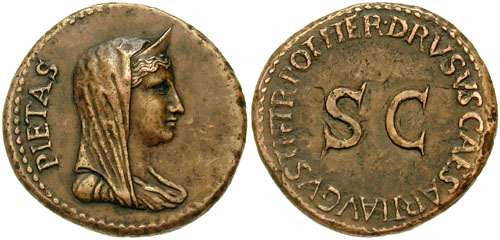
Монеты с портретом Ливии

## Образ в искусстве
- трагедия Пьера Корнеля «Цинна» (1642).
- мини-сериал «Я, Клавдий» (1976) производства BBC — роль Ливии исполнила Шан Филлипс. Сериал снят по одноимённому роману Роберта Грейвса, где рассказывается о жизни римского императора Клавдия. Ливия фигурирует в повествовании как один из главных антагонистов: она погубила всех потомков императора Августа, своего мужа, дабы её сын Тиберий занял престол.
- телефильм «Римская империя: Август» (2003) — роль Ливии исполнили Шарлотта Ремплинг и Мартина Стелла[англ.] (в молодости).
- телесериал «Рим» (2004—2006) — роль Ливии исполняет Элис Хинли.
- мини-сериал «Домина» (2021—2023) — роль Ливии исполняет Кася Смутняк[20].